# Alexej Baumgärtner
Alexej Baumgärtner (Glazov, 13 juli 1988) is een Duits langebaanschaatser. Hij is een zoon van een Duitse moeder en een Russische vader. Op 8 februari 2014 maakte Baumgärtner zijn Olympisch debuut op de 5000 meter tijdens de Olympische Winterspelen in Sotsji.
Voor seizoen 2014/2015 maakt Baumgärtner deel uit van Team Stressless van Bart Veldkamp, maar bondscoach Markus Eicher dreigde hem de bijdrage van de Bundeswehr af te nemen wanneer hij zich niet meteen zou aansluiten bij een trainingsgroep in Erfurt, Berlijn of Inzell. Na het seizoen besloot hij medicijnen te gaan studeren aan de universiteit van Dresden waarmee zijn schaatscarrière is beëindigd.

## Persoonlijke records
| Afstand     | Tijd     | Datum            | Baan            |
| ----------- | -------- | ---------------- | --------------- |
| 500 meter   | 38,27    | 7 januari 2012   | Berlijn         |
| 1000 meter  | 1.17,74  | 9 december 2007  | Baselga di Piné |
| 1500 meter  | 1.50,19  | 27 oktober 2013  | Inzell          |
| 3000 meter  | 3.45,76  | 2 november 2013  | Calgary         |
| 5000 meter  | 6.20,90  | 17 november 2013 | Salt Lake City  |
| 10000 meter | 13.08,69 | 3 december 2011  | Heerenveen      |

## Resultaten
| Jaar | Olympische Spelen    | WK Afstanden                         | Wereldbeker                         |
| ---- | -------------------- | ------------------------------------ | ----------------------------------- |
| 2009 |                      |                                      | 46e 5k/10k                          |
| 2010 |                      |                                      | 48e 5k/10k                          |
| 2011 |                      | 23e 5000m 14e 10000m                 | 31e 5k/10k                          |
| 2012 |                      | 15e 5000m 8e 10000m                  | 14e 5k/10k                          |
| 2013 |                      | 6e achtervolging                     | 15e 5k/10k                          |
| 2014 | 21e 5000m 13e 10000m |                                      | 22e 5k/10k                          |
| 2015 |                      | 15e 5000m 9e 10000m 8e achtervolging | 45e 1500m 18e 5k/10k 11e massastart |